# Раздольна (Аляска)
Раздольна (англ. Razdolna) — деревня в боро Кенай в штате Аляска, США. Расположена на полуострове Кенай, в 30 км к востоку от города Хомера. Является одним из нескольких поселений русских староверов в статистически обособленной местности Фокс-Ривер. В деревне проживает около 30 семей. В 2009 году поселение пострадало от пожара.